# Aleksy Apokauk
Aleksy Apokauk (grecki:Ἀλέξιος Ἀπόκαυκος) – bizantyjski polityk i wysoko postawiony wojskowy (megas doux). Nieznana jest data jego narodzin, zmarł w 1345 roku. Jego życie i kariera przypada na XIV wiek. Mimo że swoją pozycję w wojsku i na dworze zawdzięczał Janowi VI Kantakuzenowi, to razem z patriarchą Janem XIV Kalekasem był jednym z liderów stronnictwa popierającego Jana V w bizantyjskiej wojnie domowej, toczącej się między 1341 a 1347 rokiem.

## Wczesne lata
Data narodzin Aleksego jest nieznana, wiadomo natomiast, że pochodził z niższych warstw społeczeństwa bizantyjskiego. Mimo to udało mu się znaleźć zatrudnienie w administracji, gdzie zaczął jako pisarz domestyka. Piął się po szczeblach kariery, aż w 1321 roku został mianowany cesarskim parakoimōmenos (urząd zbliżony w obowiązkach do szambelana). W tym samym roku doszło do sporu między cesarzem Andronikiem II Paleologiem a jego wnukiem Andronikiem III. Aleksy razem z Janem Kantakuzenem, Syrgianesem Paleologiem i Teodorem Synadenem stanęli po stronie młodego następcy tronu w czasie walk dynastycznych. Gdy Andronik III został samodzielnym cesarzem, mianował Aleksego szefem kancelarii cesarskiej (mesazōn) i zarządcą finansów. Wysoka pozycja w administracji i na dworze oraz protekcja Jana Kantakuzena pozwoliły mu na zgromadzenie znacznej osobistej fortuny i budowę własnej warowni nad Morzem Marmara.
Gdy w czerwcu 1341 roku zmarł Andronik III, pozostawiając dziewięcioletniego następcę Jana, Kantakuzen wystąpił z roszczeniami do regencji i opieki nad niepełnoletnim władcą. Aleksy pozostawał wówczas wierny swojemu protektorowi i początkowo popierał go w sporze z wdową po Androniku, Anną Sabaudzką i patriarchą Konstantynopola, Janem Kalekasem. Jeszcze przed śmiercią cesarza został nagrodzony przez Kantakuzena tytułem megaduksa, dającym mu dowództwo nad całą flotą cesarstwa.

## Wojna domowa
Konflikt między stronnictwami, które ukształtowały się na dworze po śmierci Andronika III, narastał. Zwolennicy Kantakuzena rekrutowali się głównie spośród prowincjonalnych magnatów z Macedonii i Tracji. Jan mógł w zasadzie wystąpić jako nowy kandydat na cesarza, był bowiem najbardziej zaufanym urzędnikiem cesarskim i w praktyce to on rządził państwem. Zadecydował jednak, że będzie uznawał prawa do tronu nieletniego syna Andronika, dla siebie żądając jedynie regencji. Aleksy, który liczył na to, że Jan sięgnie po tron cesarski, a on sam będzie wówczas drugą osobą w państwie, przestał popierać dotychczasowego protektora i przeszedł do obozu Anny Sabaudzkiej.  
Gdy tylko Kantakuzen opuścił Konstantynopol udając się na wyprawę przeciwko wrogom cesarstwa, którzy chcieli wykorzystać zawirowania na dworze, aby poszerzyć swoje terytoria kosztem Bizancjum, Aleksy wykonał pierwszy ruch przeciwko Janowi. Jako dowódca floty miał obowiązek bronić Dardaneli przed Turkami, tak aby ci nie mogli przerzucić swoich wojsk do Europy. Wydał swoim podwładnym błędne rozkazy, chcąc w ten sposób umożliwić Turkom przeprawę, co miałoby wywołać niezadowolenie w Tracji. Próbował również porwać Jana V, ale próba zakończyła się niepowodzeniem i Aleksy musiał zbiec do swojej fortecy nad Morzem Marmara.
Gdy Kantakuzen powrócił do stolicy, zamiast pozbawić Aleksego urzędów, ułaskawił go i ponownie objął protekcją, co spotkało się z krytyką zarówno oficerów jak i przyjaciół Jana. Przywrócony do łask Aleksy, gdy znalazł się w Konstantynopolu, okazywał swemu protektorowi daleko posuniętą wdzięczność i uległość. Kantakuzen jednak krótko po tym musiał ponownie wyruszyć na wyprawę.
Wykorzystując nieobecność Jana w mieście Apokauk zawiązał przeciwko niemu konspirację. Pozyskał sobie patriarchę Jana Kalekasa, któremu podał fałszywe informację, jakoby Kantakuzen szykował się do usunięcia go z urzędu. W tym samym czasie spotykał się także z cesarzową Anna, którą przekonywał, że Jan szykuje zamach na nią i jej syna i zamierza samodzielnie objąć władzę. Ludzie z dworu wierzyli Aleksemu, był przecież najbliższym współpracownikiem Jana i przystępowali do spisku. Gdy Aleksy uznał, że jest wystarczająco silny, otwarcie wystąpił przeciwko swemu protektorowi. Uwięził rodzinę Kantakuzenów mieszkającą w Konstantynopolu, wraz z jej klientami i przyjaciółmi. Prawdopodobnie matka Jana, Teodora, zmarła w czasie aresztu. Regentem został ogłoszony patriarcha Kalekas, a Aleksy otrzymał od cesarzowej tytuł prefekta stolicy. 
Gdy do przebywającego poza stolicą Jana doszły informacje o przewrocie, ogłosił się w cesarzem w Didymoteicho w październiku 1341 roku. Stronnictwo Aleksego odpowiedziało koronacją Jana V na cesarza w listopadzie. Podwójna koronacja stanowiła bezpośredni powód wojny domowej, która będzie toczyła się do 1347 roku. Wojna zakończyła się wprawdzie zwycięstwem Kantakuzena, ale doprowadziła do ogromnych zniszczeń i strat, a także ukazała głęboki podział w łonie społeczeństwa bizantyjskiego. Po stronie regenta stanęli bowiem magnaci i klasy wyższe natomiast Aleksego i Jana V popierały głównie klasy średnie i niższe – kupcy, rzemieślnicy, handlarze i marynarze. Kontrowersje religijnie związane z hezychazmem przyczyniły się do zwiększenia napięcia i większego okrucieństwa w czasie walk. Konflikt ten nie był więc sporem arystokratów a powszechną wojną, noszącą znamiona konfliktu społecznego i religijnego. 
Kilka dni po koronacji Kantakuzena mieszkańcy Adrianopola zbuntowali się przeciwko arystokratom i uznali władzę stronnictwa Aleksego. Apokauk wysłał więc swojego syna, Manuela, aby zarządzał miastem. W podobnych okolicznościach doszło do buntu niższych warstw społecznych w Tessalonikach, gdzie w 1342 roku miasto zajęła grupa nazywająca się "Zelotami". Ich antyarystokratyczne nastawienie spowodowało zbliżenie z obozem Aleksego, który wysłał do Tessaloniki swojego drugiego syna, Jana.
W pierwszych latach konfliktu przewaga była po stronie Aleksego, a Jan Kantakuzen został w lecie 1342 roku zmuszony do ucieczki z kraju i udał się na dwór serbski, do swojego sojusznika Stefana Dušana. Sytuacja zaczęła zmieniać się w 1343 roku, kiedy to Kantakuzenowi udało się stworzyć koalicję przeciwko Aleksemu. Wojska jego sojusznika, emira Aydin uderzyły na terytoria kontrolowane przez Aleksego, a sam Kantakuzen wraz z Dušanem odzyskali władzę nad większością Macedonii. Nie udało mu się wprawdzie zdobyć Tessaloniki, ale dzięki pomocy Turków opanował Didymoteicho w Tracji. Dzięki tym sukcesom obóz zwolenników Aleksego zaczął słabnąć, wielu przechodziło na stronę Kantakuzena, nawet Manuel, syn Apokauka, opuścił Adrianopol i przyłączył się do Jana. 
Na początku 1345 roku Apokauk i Kalekas odrzucili ofertę pojednania, jaką zaoferował im Kantakuzen. Starając się pozyskać środki na dalszą wojnę Aleksy rozpoczął proskrypcje w Konstantynopolu, przejmując majątki arystokracji. Dla swoich przeciwników zbudował nawet nowy budynek więzienny. 11 czerwca 1345 roku postanowił odwiedzić świeżo ukończone więzienie, poszedł tam jednak bez swoich przybocznych. Więźniom udało się w jakiś sposób uwolnić i doszło do linczu na Apokauku. Więźniowie prawdopodobnie liczyli że usuwając coraz mniej popularnego Aleksego zdobędą względy cesarzowej Anny. Matka Jana V wcale jednak nie cieszyła się po śmierci swego najbardziej zaufanego stronnika. Zwolennikom Aleksego, wśród których znajdowało się wielu Gasmouloi, pozwoliła Anna na bezkarną masakrę około 200 więźniów. Część z nich zabito w kościołach, gdzie próbowali się chronić. Śmierć Aleksego nie zakończyła od razu wojny, ale obóz wrogów Kantakuzena znacznie osłabł i pogrążył się w wewnętrznych konfliktach, co spowodowało zwycięstwo Jana w całej wojnie. 3 lutego 1347 roku wkroczył on na czele wojsk do Konstantynopola. 

## Rodzina
Aleksy miał dwóch braci, Jana i Nicefora o których wspominają źródła, nie wiadomo o nich jednak nic ponadto, że istnieli. Aleksy był dwukrotnie żonaty. Jego pierwszą żona była córka pomniejszego szlachcica pełniącego urząd dishypatosa a drugą, którą pojął za żonę w okolicach 1341 roku, kuzynka stratopedarchy Jerzego Chumnosa. Z pierwszego małżeństwa miał trójkę dzieci a z drugiego dwójkę:
- Jan Apokaukos, zarządca Tessaloniki, został zamordowany w 1345 roku na wieść o śmierci Aleksego[4]
- Manuel Apokauk, zarządca Adrianopola od 1342 roku, w 1344 roku przeszedł do obozu Kantakuzena
- nieznana z imienia córka, żona najpierw prōtostratōra Andronika Paleologa, następnie sebastokratōra Jana Asana
- nieznana z imienia córka, żona syna patriarchy Jana Kalekasa[4]
- nieznana z imienia córka, żona syna jednego z łacińskich dostojników, skupionych wokół Anny Sabaudzkiej

## Źródła
- Bartusis Mark C., The Late Byzantine Army: Arms and Society 1204-1453, Wydawnictwo Uniwersytetu Pensylwania, 1997
- Cavallo Guglielmo, The Byzantines, Wydawnictwo Uniwersytetu Chicago, 1997
- Jeffreys Elizabeth, The Oxford Handbook of Byzantine Studies, Wydawnictwo Uniwersytetu Oxford, 2009
- Nicol Donald M., The Last Centuries of Byzantium, 1261-1453, Wydawnictwo Uniwersytetu Cambridge, 1993
- MacGillivray Donald, The Reluctant Emperor: A Biography of John Cantacuzene, Byzantine Emperor and Monk, Wydawnictwo Uniwersytetu Cambridge, 1996